# Morifade (banda)

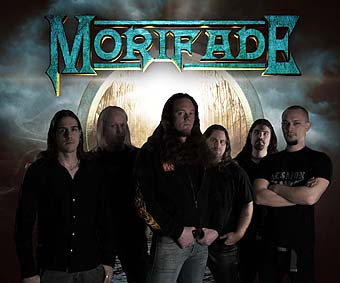
Imagen promocional de la banda Morifade.

Morifade fue una banda de power metal originaria de la ciudad sueca de Linköping. Se inició en el año de 1992 con gran acogida por el gremio del metal en Suecia y estuvo activa hasta su separación en marzo de 2015. Actualmente algunos de los miembros forman parte de la nueva banda «Prime Creation».

## Miembros
- Kristian Wallin – Vocales
- [[ ]] – Guitarra
- Mathias Kamijo – Guitarra
- Henrik Weimedal – Bajo
- Kim Arnell – Batería
- Fredrik "Frippe" Eriksson - Teclado

## Discografía
- The Hourglass – 1995
- Across The Starlit Sky – 1998
- Possession Of Power – 1999
- Cast A Spell – 2000
- Imaginarium – 2002
- Domi<>Nation – 2004
- Empire of Souls – 9 de septiembre de 2011